# Hans Landa
Hans Landa ezredes Quentin Tarantino Becstelen brigantyk című filmjének egyik szereplője. Christoph Waltz osztrák színész alakítja. Landa az antagonista, aki szembeszáll a Brad Pitt alakította Aldo Raine főhadnagy vezette Brigantykkal. Alakításáért Waltz széles körű elismerést kapott, és elnyerte többek között a legjobb férfi mellékszereplőnek járó Oscar-díjat, a legjobb férfi mellékszereplő Golden Globe-díjat és a legjobb férfi főszereplő díját a 2009-es Cannes-i Filmfesztiválon. A színész egyik legnagyobb alakítása után Tarantino következő filmjében, a Django elszabadul című filmben is szerepet adott Waltsnak.
A film szerint a második világháborúban a szövetségeseknek sikerül megölniük Hitlert és nagyobb a náci vezetőket a megszállt Franciaországban.

## Karakter
Hans Landa ezredes (németül Standartenführer) egy osztrák SS-tiszt, akit a Sicherheitsdiensthez osztottak be. A „zsidóvadász” becenevet kapta, mert elképesztő ügyességgel kutatta föl a bujkáló zsidókat a megszállt Franciaországban.
Az egoista és ambiciózus Landa nagyon büszke félelmetes hírnevére és a becenévre. A főnökéhez, Reinhard Heydrichhez hasonlítja magát. Amikor a hadi szerencse nácik ellen fordul, gúnyolódni kezd, utalva arra, hogy az ő feladata a zsidók felkutatása és elfogása.
Anyanyelve a német, de folyékonyan beszél olaszul,franciául és angolul.
Landa intelligens, opportunista, arrogáns, könyörtelen és kérlelhetetlen, de tud körültekintő, udvarias is lenni. Ő kizárólag önérdekből cselekszik. Végül a film végére fenntartás nélkül oldalt vált, hogy segítsen a Brigantyk-nak Hitler és a náci párt vezetői meggyilkolásában egy francia moziban. A merényletben játszott szerepéért cserébe Landa teljes mentelmi jogot követel háborús bűnei miatt, házat a Nantucket-szigeten, katonai nyugdíjat, nyilvános elismerést és ügynökként munkát a Stratégiai Szolgáltatások Hivatalában, valamint a Medal of Honor érdemrendet.
A film eseményei után Landát hősként ismerik el a történelemkönyvekben és az Egyesült Államokban, mert részt vett a második világháború befejezésében és hozzásegített Adolf Hitler megöléséhez. A világháború után Nantucket szigetén telepszik le.

## Koncepció és a karakter megszületése
Quentin Tarantino azt mondta, hogy Landa talán az általa írt legnagyobb karakter. Eredetileg Leonardo DiCapriót akarta a szerepre, de Tarantino később úgy döntött, hogy a karaktert egy német vagy osztrák színész játssza. A szerepet végül az osztrák Waltz kapta meg, aki Tarantino szerint „visszaadta nekem a filmemet”, mivel úgy érezte, Landa nélkül nem készülhetett volna el a film.

## Fordítás
- Ez a szócikk részben vagy egészben  a   Hans Landa című angol Wikipédia-szócikk fordításán alapul.  Az eredeti cikk szerkesztőit annak laptörténete sorolja fel. Ez a jelzés csupán a megfogalmazás eredetét és a szerzői jogokat jelzi, nem szolgál a cikkben szereplő információk forrásmegjelöléseként.